# Polyblastia gothica
Polyblastia gothica är en lavart som beskrevs av Th. Fr. Polyblastia gothica ingår i släktet Polyblastia och familjen Verrucariaceae.  Arten är reproducerande i Sverige. Inga underarter finns listade i Catalogue of Life.